# Чемпионат Европы по настольному теннису 2016

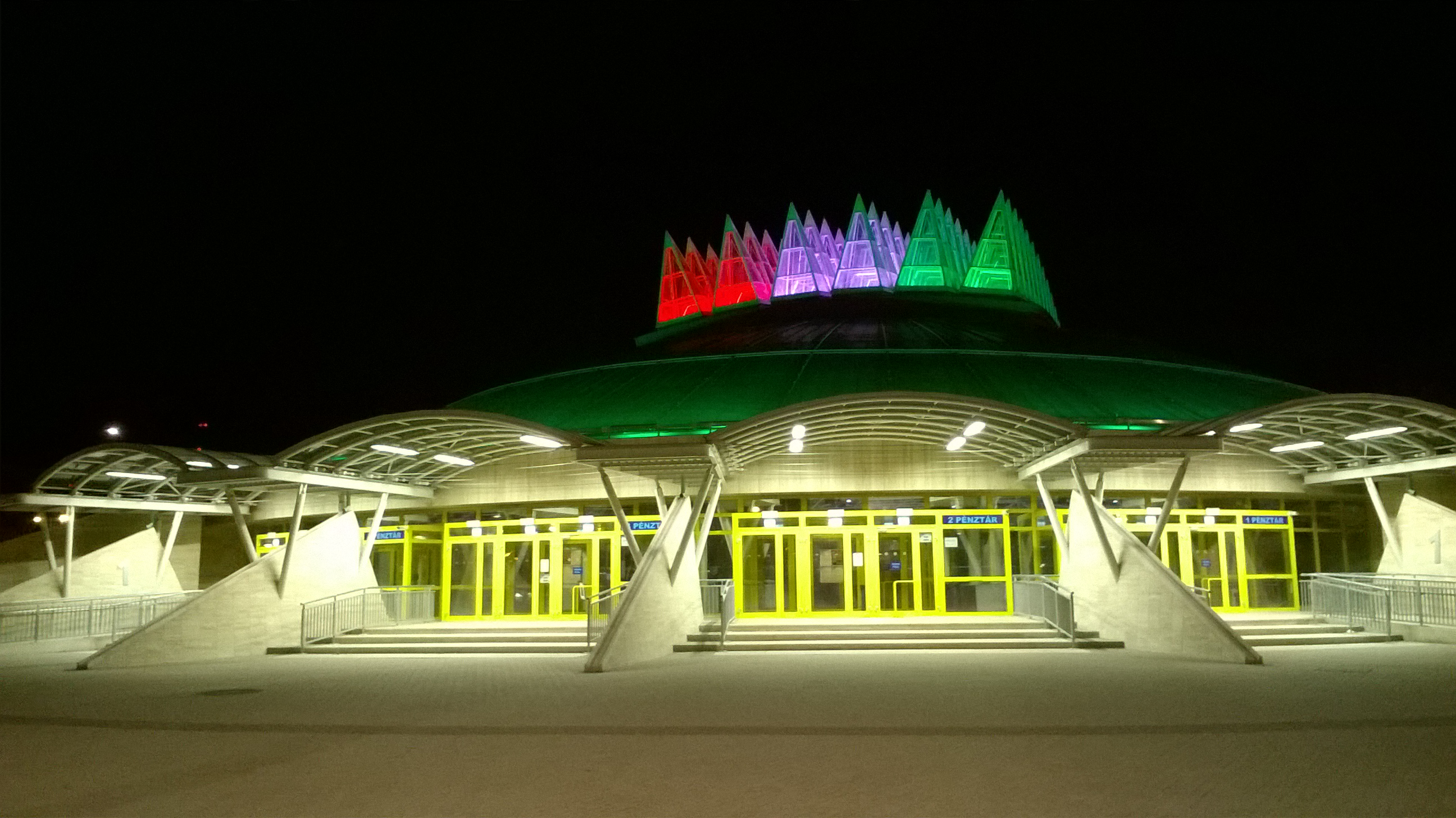
Спортивная арена «Тушкечарнок»

Чемпионат Европы по настольному теннису 2016 года проходил с 18 октября по 23 октября в Будапеште, Венгрия. Во время чемпионата было разыграно 5 комплектов медалей: в одиночном и парном разрядах среди мужчин и женщин, а также в миксте. Чемпионат проводился под эгидой Европейского союза настольного тенниса (ETTU). В чемпионате участвовало 254 спортсмена из 44 стран, судейство осуществляло 60 судей.

## Изменения в регламенте
Соревнования среди смешанных пар вновь введены в программу чемпионата после 9-летнего перерыва, в последний раз соревнования в миксте в рамках европейского чемпионата проводили в 2007 году.

## Призёры
| Разряд                   | Золото                               | Серебро                          | Бронза                                  |
| ------------------------ | ------------------------------------ | -------------------------------- | --------------------------------------- |
| Мужской одиночный разряд | Эмануэль Лебессон                    | Симон Гози                       | Якуб Дияс                               |
| Мужской одиночный разряд | Эмануэль Лебессон                    | Симон Гози                       | Тимо Болль                              |
| Женский одиночный разряд | Мелек Ху                             | Юй Фу                            | Элизабета Самара                        |
| Женский одиночный разряд | Мелек Ху                             | Юй Фу                            | Ли Цзе                                  |
| Мужской парный разряд    | Патрик Франциска Джонатан Грот       | Якуб Дияс Даниэль Горак          | Кристиан Карлссон Маттиас Карлссон      |
| Мужской парный разряд    | Патрик Франциска Джонатан Грот       | Якуб Дияс Даниэль Горак          | Тьягу Аполония Жуан Жералду             |
| Женский парный разряд    | Кристин Зильберайзен Сабина Винтер   | Петрисса Золья Шань Сяона        | Дора Мадарас Сандра Пергель             |
| Женский парный разряд    | Кристин Зильберайзен Сабина Винтер   | Петрисса Золья Шань Сяона        | Элизабета Самара Даниэла Додян-Монтейру |
| Микст                    | Жуан Монтейру Даниэла Додян-Монтейру | Маттиас Карлсон Матильда Экхольм | Александар Каракашевич ута Пашкаускене  |
| Микст                    | Жуан Монтейру Даниэла Додян-Монтейру | Маттиас Карлсон Матильда Экхольм | Овидиу Ионеску Бернадетте Сёч           |

## Медальная таблица
| Место | Страна     | Золото | Серебро | Бронза | Всего |
| ----- | ---------- | ------ | ------- | ------ | ----- |
| 1     | Германия   | 1.5    | 1       | 1      | 3.5   |
| 2     | Франция    | 1      | 1       | 0      | 2     |
| 3     | Турция     | 1      | 0       | 0      | 1     |
| 4     | Португалия | 0.5    | 1       | 1      | 2.5   |
| 5     | Румыния    | 0.5    | 0       | 3      | 3.5   |
| 6     | Дания      | 0.5    | 0       | 0      | 0.5   |
| 7     | Польша     | 0      | 1       | 1      | 2     |
| 7     | Швеция     | 0      | 1       | 1      | 2     |
| 9     | Венгрия    | 0      | 0       | 1      | 1     |
| 9     | Нидерланды | 0      | 0       | 1      | 1     |
| 11    | Литва      | 0      | 0       | 0.5    | 0.5   |
| 11    | Сербия     | 0      | 0       | 0.5    | 0.5   |
|       | Всего      | 5      | 5       | 10     | 20    |

## Результаты сборной России
В состав сборной России вошли 11 спортсменов — 6 мужчин и 5 женщин. Российские женщины получили максимально возможное представительство в одиночном разряде — пять человек, так как на прошлогоднем чемпионате Европы заняли третье место в командном разряде. На последнем чемпионате Европы мужская команда России заняла 9-е место, поэтому российские мужчины получили четыре квоты на участие в одиночном разряде. Полина Михайлова и Яна Носкова выступали во всех трёх разрядах — в одиночном и парном, а также в миксте.
Самым высоким достижением в одиночном разряде для игроков сборной России оказалась 1/8 финала, до этой стадии добрались Полина Михайлова, Мария Долгих и Александр Шибаев. В парном разряде Яна Носкова/Юлия Прохорова и Алексей Ливенцов/Михаил Пайков дошли до 1/4 финала. В миксте из россиян лучше всех выступила Полина Михайлова (1/8 финала).
| Имя                                      | Номер посева             | Занятое место            |
| Мужской одиночный разряд                 | Мужской одиночный разряд | Мужской одиночный разряд |
| ---------------------------------------- | ------------------------ | ------------------------ |
| Александр Шибаев                         | 9                        | 9 — 16                   |
| Григорий Власов                          | 27                       | 33 — 64                  |
| Михаил Пайков                            | квалификация             | 33 — 64                  |
| Сади Исмаилов                            | квалификация             | 33 — 64                  |
| Мужской парный разряд                    |                          |                          |
| Алексей Ливенцов / Михаил Пайков         | 3                        | 5 — 8                    |
| Александр Шибаев / Кирилл Скачков        | 15                       | 17 — 32                  |
| Женский одиночный разряд                 |                          |                          |
| Полина Михайлова                         | 12                       | 9 — 16                   |
| Яна Носкова                              | 24                       | 17 — 32                  |
| Мария Долгих                             | 25                       | 9 — 16                   |
| Юлия Прохорова                           | 30                       | 17 — 32                  |
| Мария Маланина                           | квалификация             | 33 — 64                  |
| Женский парный разряд                    |                          |                          |
| Мария Долгих / Полина Михайлова          | 1                        | 9 — 16                   |
| Юлия Прохорова / Яна Носкова             | 6                        | 5 — 8                    |
| Микст                                    |                          |                          |
| Ван Ян ( Словакия) / Полина Михайлова    | 7                        | 9 — 16                   |
| Григорий Власов / Яна Носкова            |                          | 17 — 32                  |
| Кирилл Скачков / Ева Одорова ( Словакия) |                          | 17 — 32                  |